# الكواليل (أولاد احميد)
الكواليل هو دُوَّار يقع بجماعة لمريجة، إقليم جرسيف، جهة الشرق في المملكة المغربية. ينتمي الدوّار لمشيخة أولاد احميد التي تضم 3 دواوير. يقدر عدد سكانه بـ 338 نسمة حسب الإحصاء الرسمي للسكان والسكنى لسنة 2004.

## روابط خارجية
- البوابة الوطنية للجماعات الترابية
- المندوبية السامية للتخطيط